# Alexander Langlet
Ivar Alexander "Alex" Langlet (uttalas [langlé]), född 18 april 1870 i Katarina församling, Stockholm, död 25 november 1953 i Göteborgs domkyrkoförsamling, Göteborg, var en svensk målare och tecknare. 

## Familj
Alexander Langlet växte upp på Spetebyhall i Södermanland som son till arkitekt Emil Viktor Langlet och Mathilda Langlet, bror till Filip, Abraham och Valdemar Langlet. Han var far till Jan Langlet.

## Biografi
Langlet, som var mycket intresserad av ridning, är känd för sina målningar av hästar. År 1939 blev han ordförande i Göteborgs Konstnärsklubb, en befattning vilken han innehade i många år. Han var en av initiativtagarna till konsttidskriften Paletten, grundad 1940. Langlet finns representerad vid bland annat Nationalmuseum i Stockholm.